# 24 decembrie
ianuarie • februarie • martie  • aprilie  • mai  • iunie  • iulie  • august  • septembrie  • octombrie  • noiembrie  • decembrie
24 decembrie este a 358-a zi a calendarului gregorian și a 359-a zi în anii bisecți. Mai sunt 7 zile până la sfârșitul anului.

## Evenimente

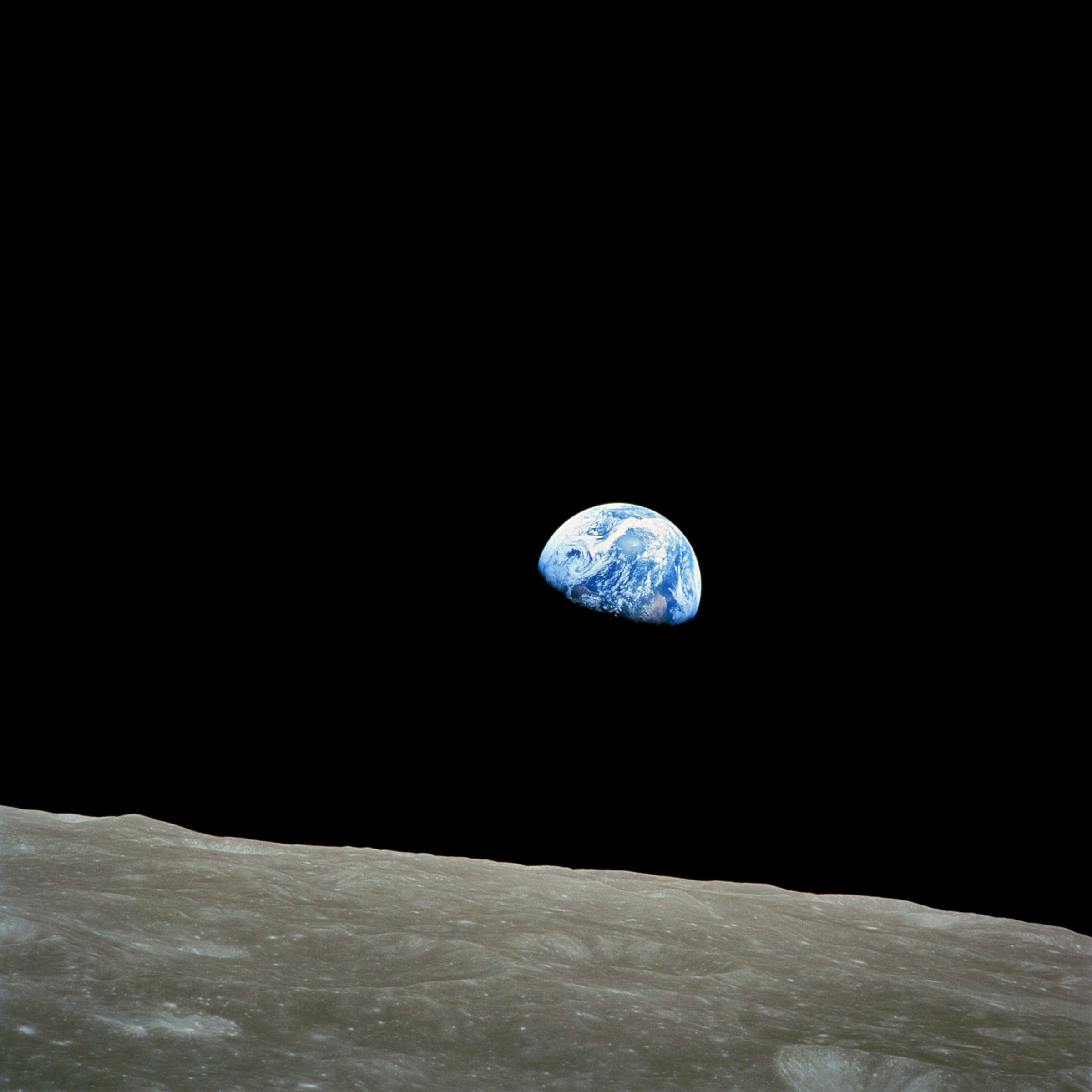
1968: Misiunea Apollo 8, formată din astronauții Frank Borman, James Lovell și William Anders Arthur, a orbitat pentru prima dată în jurul Lunii. William Anders a fotografiat răsăritul Pământului.

- 640: Papa Ioan al IV-lea devine papă.
- 1294: Papa Bonifaciu al VIII-lea este ales papă, înlocuindu-l pe Celestin al V-lea, care a abdicat.
- 1777: O expediție condusă de James Cook a ajuns la Insula Crăciunului, cel mai mare atol de corali din lume.
- 1814: Statele Unite ale Americii și Regatul Unit al Marii Britanii și al Irlandei de Nord au semnat tratatul de la Gent, prin care au pus capăt Războiului din 1812.
- 1818: Austriacul Franz Gruber a compus muzica celebrului cântec de Crăciun „Stille Nacht”.
- 1865: Șase veterani sudiști ai Războiului Civil American au pus bazele organizației Ku Klux Klan – Societatea "cagulelor albe".
- 1871: Premiera, la Opera din Cairo, a operei „Aida” de Giuseppe Verdi (libretul Antonio Ghislanzoni).
- 1893: Industriașul american Henry Ford a testat primul său motor de automobil.
- 1897: Octavian Goga a debutat cu versuri în revista "Tribuna" din Sibiu.
- 1924: Albania devine republică.
- 1962: România și Elveția au ridicat relațiile diplomatice la nivel de ambasadă.
- 1964: Inaugurarea Teatrului „Ion Creangă” din București cu premiera „Harap Alb”, în regia lui Ion Lucian, directorul noului teatru; decretul de construire a teatrului a fost emis pe 4 mai 1965.
- 1968: Misiunea Apollo 8, formată din astronauții Frank Borman, James Lovell și William Anders Arthur, a orbitat pentru prima dată în jurul Lunii. William Anders a fotografiat răsăritul Pământului.
- 1979: Uniunea Sovietică invadează Afganistanul pentru a susține guvernul comunist.
- 1999: Papa Ioan Paul al II-lea a marcat începutul marelui jubileu al anului 2000 la Bazilica Sfântul Petru din Roma.

## Nașteri
- 3 î.Hr.: Galba, împărat roman (d. 69)
- 1166: Ioan al Angliei, rege al Angliei (d. 1216)
- 1588: Constance de Austria (d. 1631)
- 1635: Mariana de Austria, regină a Spaniei (d. 1696)

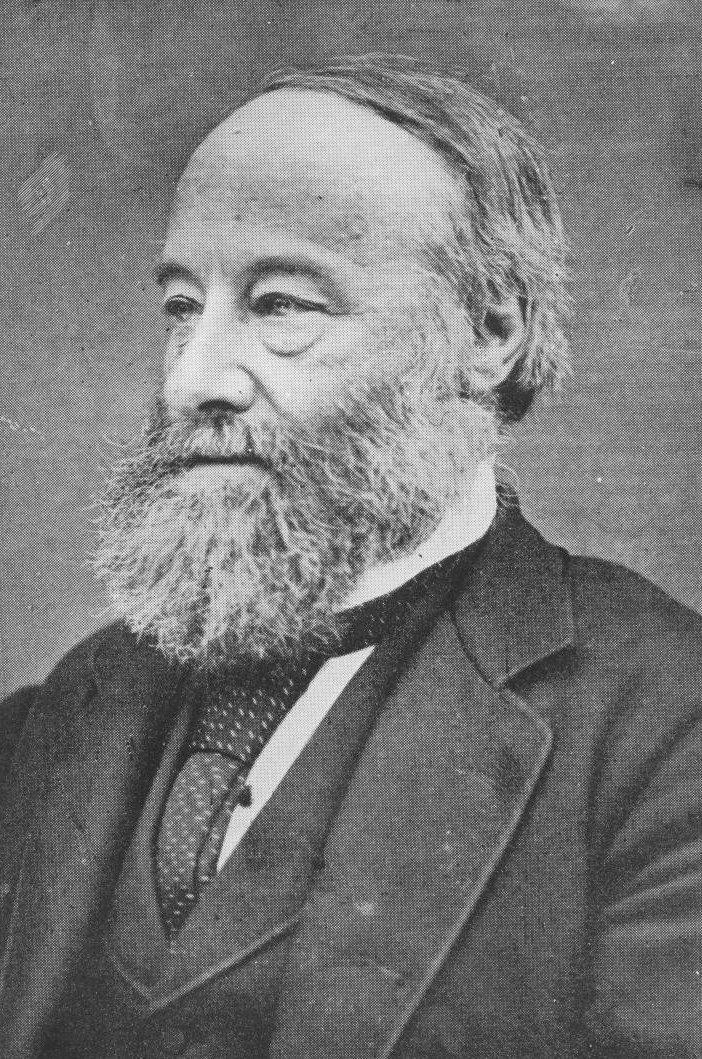
James Prescott Joule, fizician englez
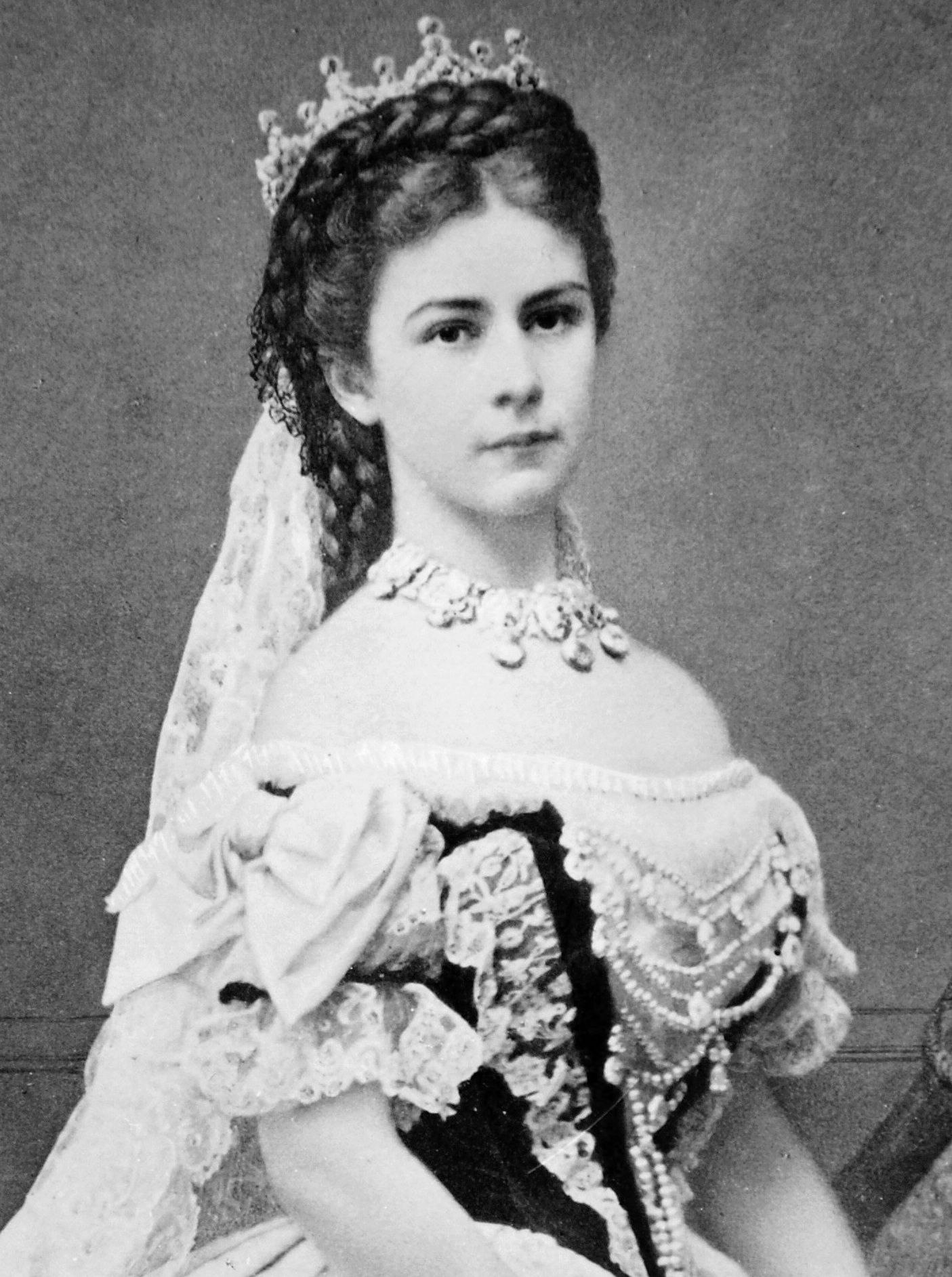
Elisabeth Wittelsbach, împărăteasă a Austriei
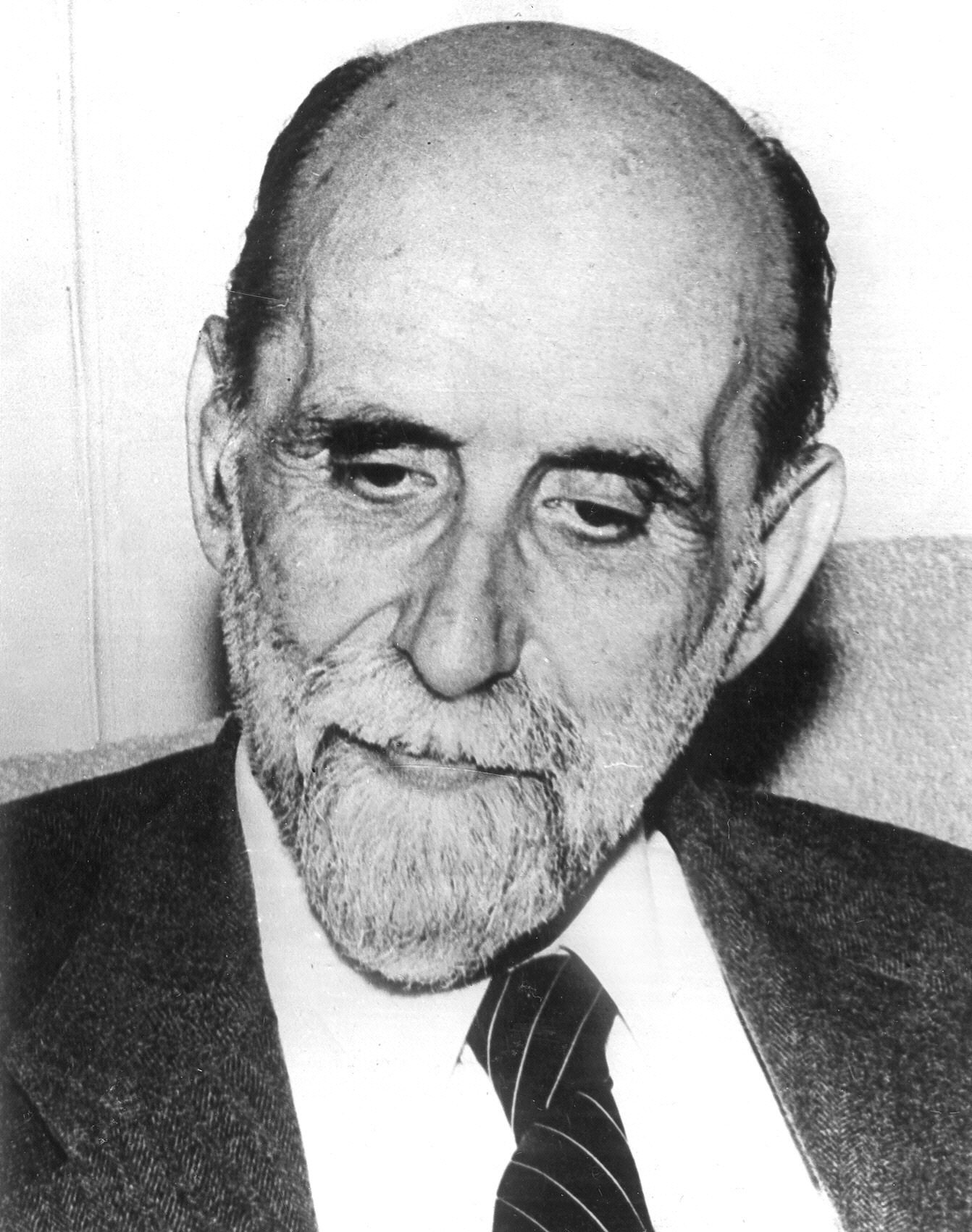
Juan Ramon Jimenez, poet și eseist spaniol, laureat Nobel

- 1740: Anders Johan Lexell, matematician suedezo-rus (d. 1784)
- 1761: Jean-Louis Pons, astronom francez (d. 1831)
- 1784: Marea Ducesă Elena Pavlovna a Rusiei (d. 1803)
- 1798: Adam Mickiewicz, poet polonez (d. 1855)
- 1818: James Prescott Joule, fizician englez (d. 1889)
- 1836: Joaquín Agrasot, pictor spaniol (d. 1919)
- 1837: Elisabeth Wittelsbach, împărăteasa Austriei, cunoscută sub numele de Sisi (d. 1898)
- 1845: Fernand Cormon, pictor francez (d. 1924)
- 1845: George I al Greciei (d. 1913)
- 1854: Aristizza Romanescu, actriță română de scenă (d. 1918)
- 1879: Alexandrine de Mecklenburg-Schwerin, soția regelui Christian al X-lea al Danemarcei (d. 1952)
- 1881: Juan Ramon Jimenez, poet și eseist spaniol, laureat Nobel (d. 1958)
- 1886: Michael Curtiz, regizor american de origine maghiară (d. 1962)
- 1896: Sandu Tudor, scriitor și jurnalist român, apoi monah, cu numele Daniil (d. 1962)
- 1900: Ion Valentin Anestin, artist grafic român, grafician, pictor, sculptor, jurnalist și dramaturg (d. 1963)
- 1903: Joseph Cornell, sculptor american (d. 1972)
- 1906: James Hadley Chase, scriitor englez (d. 1985)
- 1910: Fritz Leiber, scriitor american de SF și fantasy (d. 1992)
- 1922: Ava Gardner, actriță americană (d. 1990)
- 1924: Vasile Cosma, actor român (d. 2002)
- 1925: Tudorel Popa, actor român (d. 1978)
- 1940: Constantin Oțet, antrenor român de fotbal (d. 1999)
- 1942: Doan Viet Hoat, activist pentru drepturile omului vietnamez
- 1943: Tarja Halonen, politiciană finlandeză, președinte al Finlandei (2000-2012)
- 1944: Titu Nicolae Gheorghiof, politician român
- 1944: Bela Kamocsa, muzician român de naționalitate maghiară, co-fondator al grupului Sfinții, ulterior Phoenix (d. 2010)

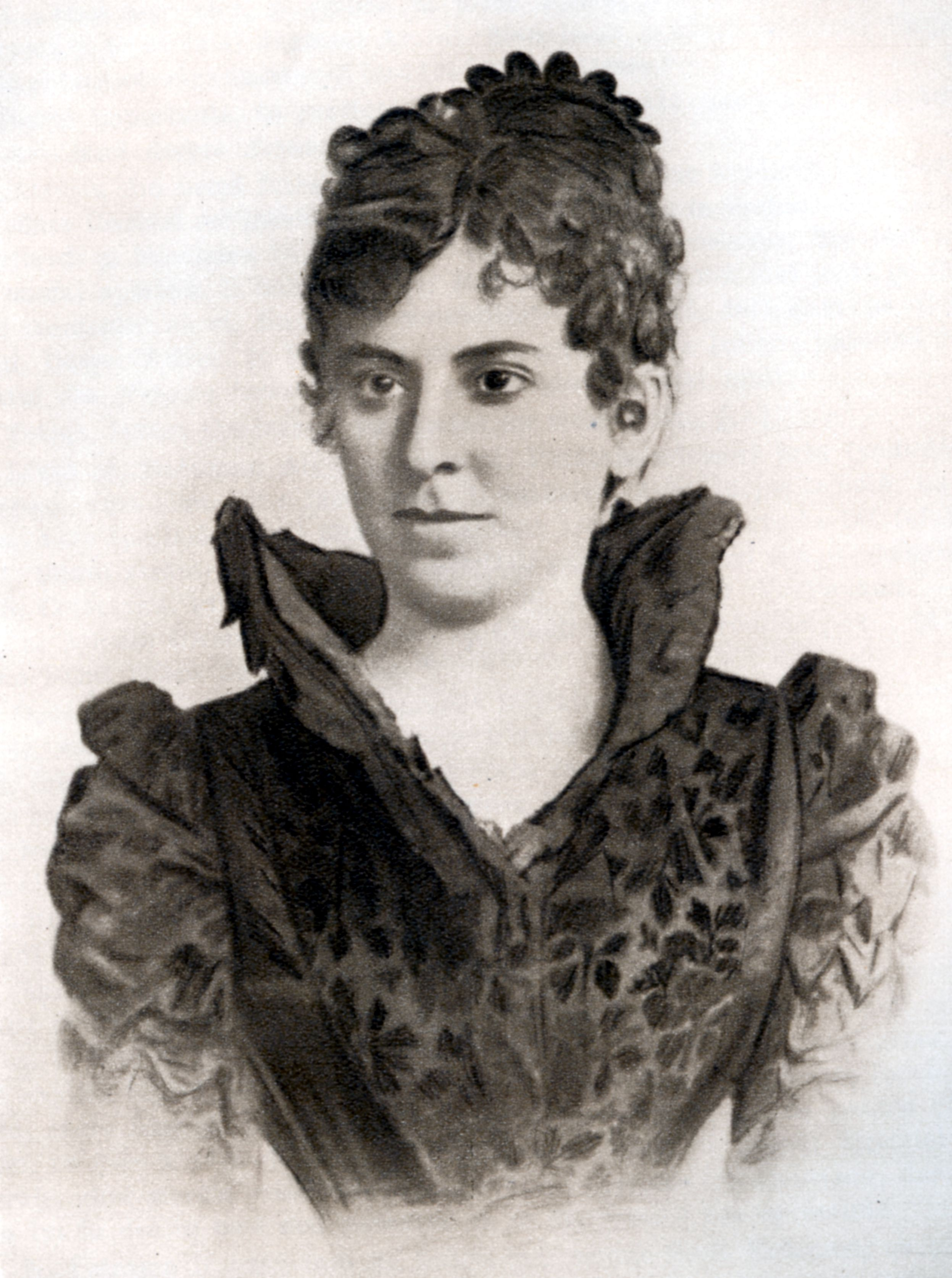
Aristizza Romanescu, actriță română
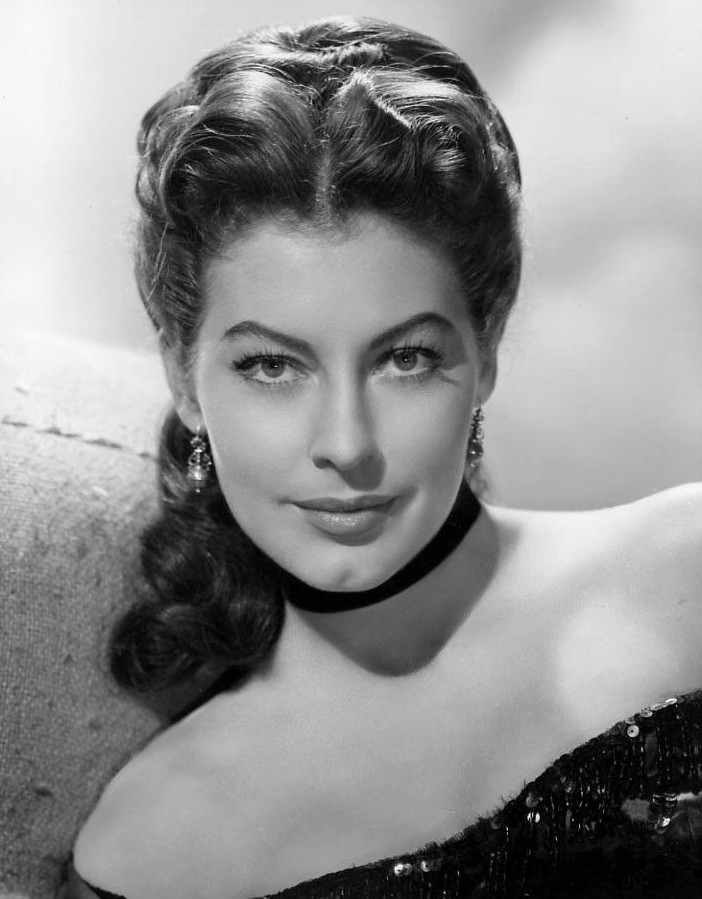
Ava Gardner, actriță americană
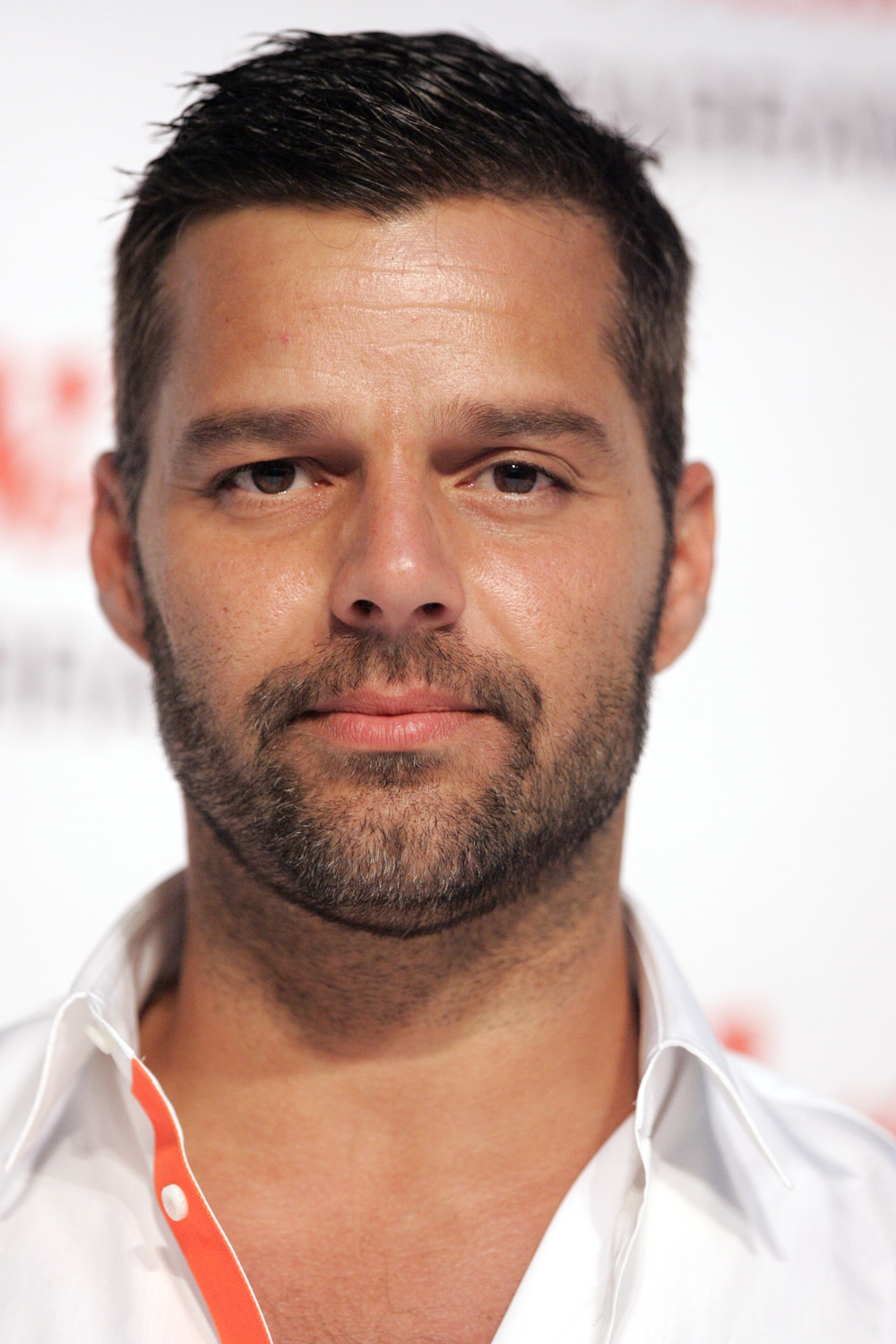
Ricky Martin, cântăreț pop portorican

- 1945: Lemmy Kilmister, muzician și basist englez (Motörhead), (d. 2015)
- 1949: Mircea Diaconu, actor român de teatru și film (d. 2024)
- 1957: Hamid Karzai, politician afgan, președintele Afganistanului (2004-2014)
- 1958: Ionela Lăzureanu, sculptoriță română
- 1959: Lee Daniels, regizor american de film
- 1961: Ilham Aliyev, politician azer, președintele Azerbaidjanului (2003-prezent)
- 1964: Liviu Nicolaescu, matematician român
- 1967: Marina Scupra, cântăreață română (d. 2017)
- 1968: Marian Pană, fotbalist și antrenor român de fotbal
- 1970: Amaury Nolasco, actor american
- 1971: Ricky Martin, cântăreț pop portorican
- 1973: Grutle Kjellson, muzician norvegian
- 1974: Marcelo Salas, fotbalist chilian
- 1975: Marius Ianuș, scriitor român
- 1977: Américo, cântăreț chilian
- 1977: Cristian Bratu, fotbalist român
- 1978: Yıldıray Baștürk, fotbalist turc
- 1978: Ciprian Manolescu, matematician român
- 1980: Stephen Appiah, fotbalist ghanez
- 1980: Cristian Ciubotariu, fotbalist român
- 1983: Rareș Dumitrescu, scrimer român
- 1984: Aurelia Borzin, poetă moldoveană
- 1990: Ionel Istrati, cântăreț și compozitor moldovean
- 1991: Louis Tomlinson, cântăreț britanic, membru al trupei One Direction
- 1992: Serge Aurier, fotbalist ivorian
- 1993: Andrei Manyur, fotbalist român

## Decese
- 1524: Vasco da Gama, navigator portughez (n. 1469)
- 1660: Mary de Orange, fiica regelui Carol I al Angliei și mama regelui William al III-lea al Angliei (n. 1631)
- 1813: Împărăteasa Go-Sakuramachi a Japoniei (n. 1740)

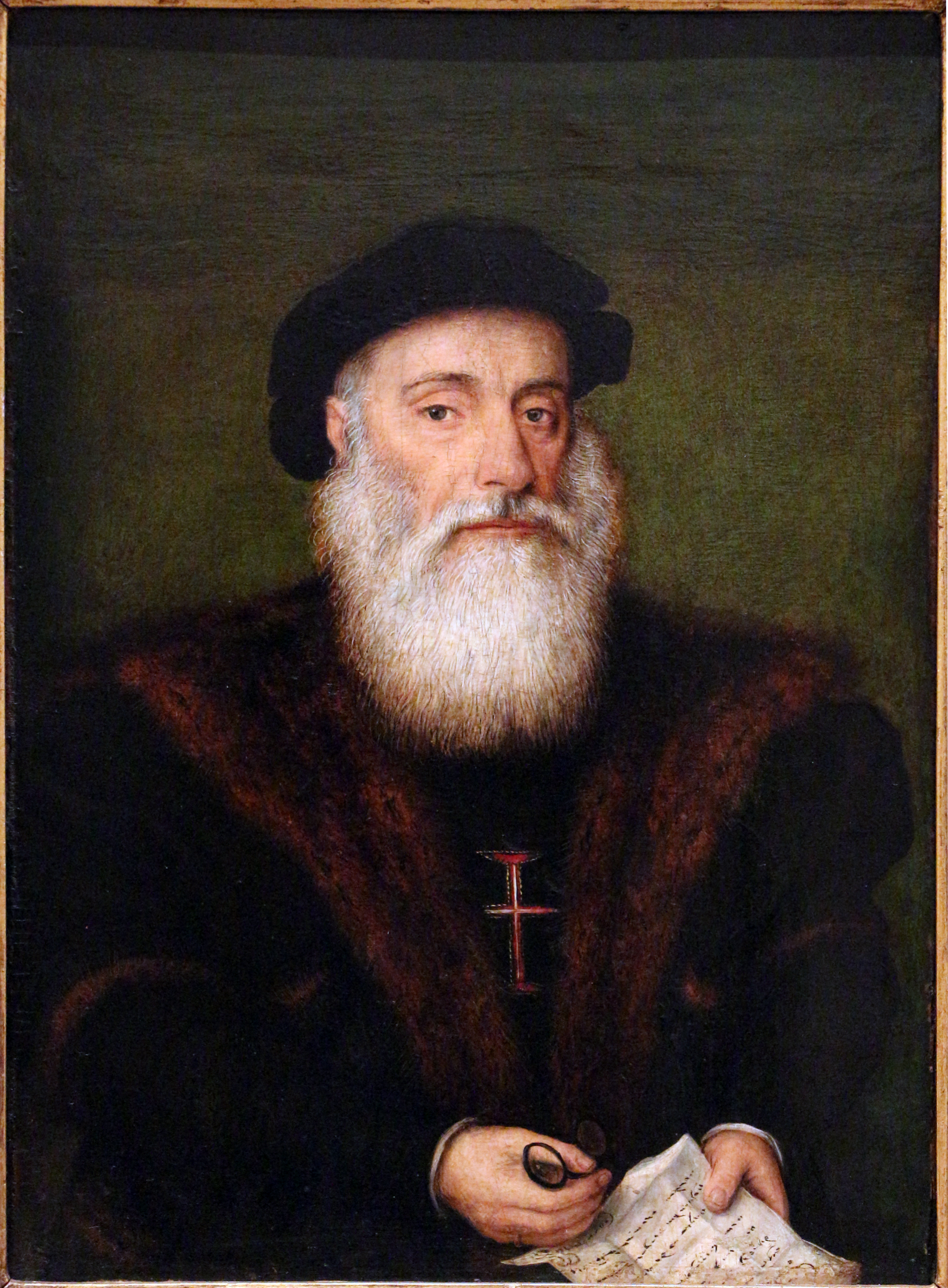
Vasco da Gama, navigator portughez
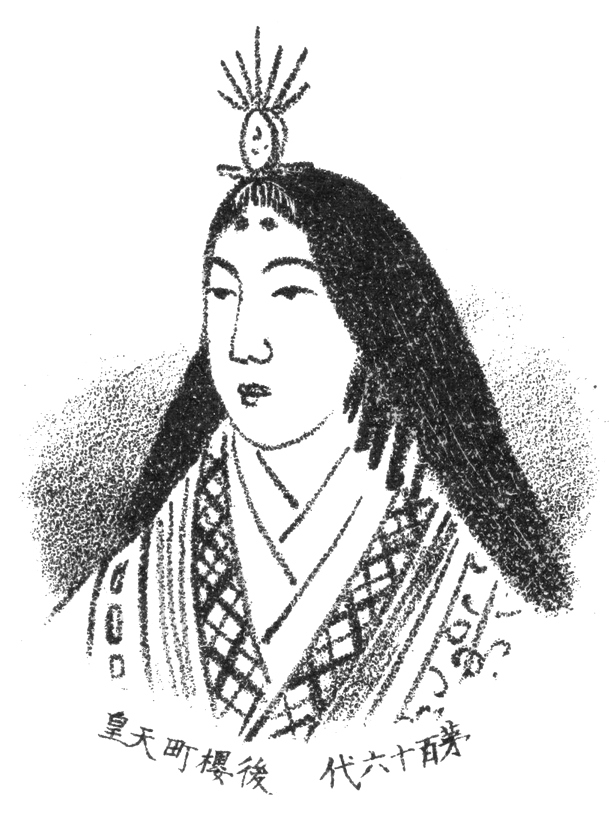
Împărăteasa Go-Sakuramachi a Japoniei
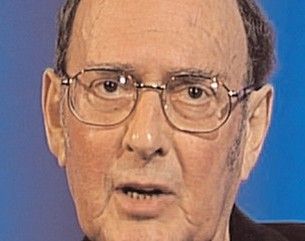
Harold Pinter, dramaturg, poet, prozator englez, laureat Nobel

- 1863: William Thackeray, romancier englez (n. 1811)
- 1872: William Rankine, inginer și fizician scoțian (n. 1820)
- 1886: Louis-Théodore Devilly, pictor francez (n. 1818)
- 1912: Édouard Detaille, pictor francez (n. 1848)
- 1928: Leonard Nae, tenor, supranumit "prințul operetei românești" (n. 1886)
- 1929: Nasreddine Dinet, pictor francez (n. 1861)
- 1935: Alban Berg, compozitor austriac (n. 1885)
- 1964: Kukșa al Odessei, sfânt ortodox din Imperiul Rus (n. 1875)
- 1976: Duarte Nuno, Duce de Braganza (n. 1907)
- 1980: Karl Dönitz, amiral și om politic german, succesorul testamentar al lui Adolf Hitler la conducerea celui de-al Treilea Reich (n. 1891)
- 1984: George Marcu, compozitor, dirijor, folclorist și cântăreț de origine aromână (n. 1913)
- 1989: Danny Huwé, jurnalist belgian (n. 1943)
- 1994: John Osborne, dramaturg și producător de film englez (n. 1929)
- 2008: Haralamb Zincă, pseudonimul literar al lui Hary Isac Zilberman, scriitor român (n. 1923)
- 2008: Harold Pinter, dramaturg, poet, prozator, regizor, scenarist englez, laureat al Premiului Nobel pe anul 2005 (n. 1930)
- 2008: Samuel P. Huntington, politolog american (n. 1927)
- 2016: Richard Adams, romancier englez (n. 1927)
- 2018: Eugenia Bosânceanu, actriță română de teatru și film (n. 1925)
- 2024: Constantin Drumen, politician român (n. 1950)

## Sărbători
- Ajunul Crăciunului (Calendar ortodox și greco-catolic)
- Sf. Cuvioasă Fecioară și Muceniță Eugenia (Calendar ortodox și greco-catolic)
- Adam și Eva (Calendar evanghelic, ortodox și romano-catolic)

- România: Ziua luptătorului antitero